# Louis Masreliez
Louis Masreliez né Adrien Louis Masreliez (1748 à Paris - 19 mars 1810 à Stockholm) est un peintre et décorateur suédois.
Masreliez vint en Suède en 1753. Il commence ses études à la Ritakademien (Académie de dessin) à l'âge de 10 ans. Comme l'Académie n'enseignait pas la peinture, il alla étudier dans l'atelier de Lorens Gottman. En 1769, il obtint une bourse qui lui permit d'aller étudier à Paris et Bologne.  Il quitta Bologne en 1773 pour aller habiter Paris pendant 8 ans, puis retourna en Suède en 1782 à l'Académie royale des arts de Suède. L'année suivante, il devient professeur d'histoire de l'art. Il devient recteur de l'Académie in 1802 et directeur en 1805. Son œuvre est présente au Nationalmuseum, au Musée des beaux-arts de Göteborg, et au Palais royal de Stockholm.

## Œuvres
- Intérieurs du pavillon de Gustave III dans le parc Haga à Solna.
- Intérieurs du palais de Tullgarn.
- Peintures dans
  - l'église Marie-Madeleine de Stockholm,
  - l'église de Romfartuna près de Västerås dans le Västmanland,
  - l'église Saint-Stéphane à Alexandrie en Italie[1].
- Suite de trois pièces au premier étage de l'ancien hôtel Östergötland dans la vieille ville de Stockholm, créée pour Wilhelm Schwardz en 1795.
- Le repos de la Sainte Famille, dessin, vers 1770-1773, plume et encre brune, rehauts de lavis brun sur papier crème, 21.8 x 20.2 cm, musée du Louvre[2].